# Sardinie (ostrov)
Sardinie (sardinsky Sardigna, italsky Sardegna) je italský ostrov ve Středozemním moři tvořící spolu s okolními malými ostrovy autonomní region Sardinie. Od Korsiky je oddělen Bonifáckým průlivem, který je 12 km široký. Svojí rozlohou jde o druhý největší ostrov Itálie a také druhý největší ostrov Středozemního moře.

## Geologie
Geologicky jde o zbytek sardinsko-korsické plošiny odlomené z dávné Tyrhénie, tvořený žulou, rulou a břidlicí, který později podléhal variskému vrásnění. Mladší vrstva vápenců pochází z následné mořské transgrese. Konečnou podobu dodaly Sardinii lávové výlevy v miocénu.

## Geografie
Ostrov je značně hornatý s členitým pobřežím. Podmínky pro turistiku v horách jsou velmi omezené především pro neprostupné porosty. Reliéf se vyznačuje oblými tvary. Členitější je východní část ostrova, zvlášť pobřeží. Nejvyšším vrcholem je Punta La Marmora (1 834 m) v masivu Gennargentu.

## Dějiny
Na ostrově ve starověku existovala svébytná nuragská civilizace. Prvními kolonisty byli Féničané a Kartaginci, na pobřeží bylo založeno i několik řeckých osad. Roku 238 př. n. l. se ostrova zmocnili Římané, které vystřídali roku 456 n. l. germánští Vandalové. V roce 533 se zde vylodili Byzantinci. V 8. století ostrov ovládli Arabové. I v dalších letech se měnila nad strategicky důležitým ostrovem vláda. V letech 1297 až 1861 zde existovalo Sardinské království, které se změnilo roku 1861 na království Italské.